# Cecilia Carboni
Cecilia Carboni (Velletri, 1663 – Velletri, 1739) è stata una nobildonna italiana.

## Biografia
Cecilia Carboni sposò il conte Clemente Erminio Borgia, appartenente alla nobile famiglia Borgia di Velletri. La coppia ebbe dodici figli, alcuni dei quali meritano di essere ricordati: il primogenito Camillo Borgia (1681-1763) che ereditò il titolo di conte, Alessandro Borgia arcivescovo di Fermo, Fabrizio Borgia vescovo di Ferentino  e Angela Caterina Borgia Archiviato il 26 settembre 2020 in Internet Archive. agostiniana presso il monastero di S. Lucia in Selci a Roma.